# Hansjürgen Matthies
Hansjürgen Matthies (* 6. März 1925 in Stettin; † 22. August 2008 in Magdeburg) war ein deutscher Pharmakologe und Neurowissenschaftler. Er wirkte als Professor und Institutsdirektor an der Medizinischen Akademie Magdeburg sowie als Direktor eines außeruniversitären Akademieinstituts und gilt als Nestor der neurobiologischen Forschung in der Deutschen Demokratischen Republik (DDR), die an der Otto-von-Guericke-Universität Magdeburg und dem ebenfalls in Magdeburg ansässigen Leibniz-Institut für Neurobiologie weitergeführt wird.

## Leben
Hansjürgen Matthies wurde 1925 in Stettin geboren, wo er 1943 an der Bismarck-Oberschule sein Abitur machte. Am 14. Juli 1943 beantragte er die Aufnahme in die NSDAP und wurde rückwirkend zum 20. April desselben Jahres aufgenommen (Mitgliedsnummer 9.626.074). Er wurde Soldat während des Zweiten Weltkrieges und studierte ab 1944 als Sanitätskadett Medizin in Wien. Nach britischer Gefangenschaft und dem Ende des Krieges absolvierte er ein Studium der Medizin und promovierte 1953 unter Friedrich Jung an der Humboldt-Universität zu Berlin, an der er sich 1957 habilitierte. Er war Mitglied der SED. Ab 1957 leitete Hansjürgen Matthies als kommissarischer Direktor das Institut für Pharmakologie und Toxikologie der ein Jahr zuvor gegründeten Medizinischen Akademie Magdeburg.
Im darauffolgenden Jahr wurde er Professor mit Lehrauftrag, 1959 ordentlicher Professor für Pharmakologie und 1960 zugleich Direktor des Instituts für Pharmakologie und Toxikologie an der Medizinischen Akademie Magdeburg, an der er von 1962 bis 1967 und von 1973 bis 1979 auch als Rektor wirkte. Mit der Gründung des Magdeburger Instituts für Neurobiologie und Hirnforschung der Akademie der Wissenschaften der DDR, dem heutigen Leibniz-Institut für Neurobiologie, wurde er zu dessen Direktor berufen. Im Jahr 1990 wurde er mit Erreichen des 65. Lebensjahres emeritiert. Er starb 2008 in Magdeburg.

## Auszeichnungen
Hansjürgen Matthies gehörte ab 1971 als korrespondierendes und ab 1973 als ordentliches Mitglied der Akademie der Wissenschaften der DDR an. Darüber hinaus erhielt er zahlreiche staatliche Preise und Auszeichnungen: 1963 den Rudolf-Virchow-Preis, 1964 die Artur-Becker-Medaille in Gold, 1965 den Vaterländischen Verdienstorden in Bronze, 1968 den Nationalpreis der DDR, 1983 den Ehrentitel „Verdienter Hochschullehrer der DDR“ und noch 1989 den Ehrentitel „Hervorragender Wissenschaftler des Volkes“.
Er war Ehrendoktor der Karl-Marx-Universität Leipzig (1985) und der Semmelweis-Universität Budapest (1986). 

## Schriften (Auswahl)
Hansjürgen Matthies veröffentlichte im Laufe seiner Karriere rund 500 wissenschaftliche Publikationen. Schwerpunkt seiner Forschungsinteressen waren die zellulären Mechanismen der Gedächtnisspeicherung.
- 10 Jahre Medizinische Akademie Magdeburg. Magdeburg 1964.
- Mathematische Modellierung von Lebensprozessen. Berlin 1972.
- Neurobiologie. Jena 1977 (als Mitautor; Neuauflage München 1994).
- Medizinische Pharmakologie in zwei Bänden. München 1988.
- Orotsäure: Neurobiologische und biochemische Grundlagen ihrer Wirkung. Berlin 1989.
- Die Entwicklung der Neurowissenschaften in der DDR. Leute, Ereignisse und das Gedächtnis. Posthum herausgegeben von Renate Matthies, Henry Matthies, Jan Matthies, Janine Haschker, geb. Matthies. Klotz Verlag, Eschborn bei Frankfurt am Main und Magdeburg 2012, ISBN 978-3-88074-384-7.